# Погостнов, Егор Алексеевич
Его́р Алексе́евич Пого́стнов (род. 1 марта 2004, Андреевское, Владимирская область) — российский футболист, защитник московского «Локомотива».

## Клубная карьера
Начинал заниматься футболом в клубе «Фаэтон» из Александрова, так как в родном селе Андреевское не было команды. Играя на позиции нападающего, смог отличиться двумя забитыми мячами в ворота команды ФШМ в товарищеском матче. После чего поступило предложение пройти просмотр в их школе в Москве. Погостнова взяли после первой тренировки, но оставаться в Москве он не мог, так как у ФШМ не было собственного интерната. Поэтому договорились, что он будет приезжать раз в неделю на тренировку и на игру. Остальные же дни будет заниматься в «Фаэтоне». В новой команде стал лучшим бомбардиром зимнего первенства. Это привлекло внимание скаутов московского «Локомотива», которые пригласили его перейти в академию «железнодорожников».
В сезоне 2020/21 выступал в Юношеской футбольной лиге за команду до 16 лет. Дебютировал за «Локомотив U-16» 19 сентября 2020 года в матче 1-го тура ЮФЛ-2 против ЦСКА (1:3), выйдя в стартовом составе. 10 октября 2020 года дебютировал за команду до 17 лет в матче 4-го тура ЮФЛ-1 против «Чертаново» (1:1), в котором также забил свой первый мяч на 83-й минуте. Всего в сезоне 2020/21 в ЮФЛ-1 провёл 9 матчей и забил 2 мяча, а в ЮФЛ-2 провёл семь матчей и забил один мяч.
С января 2021 года начал привлекаться в молодёжную команду «Локомотива». Дебютировал за «молодёжку» 3 мая 2021 года в матче молодёжного первенства против «Химок» (0:1), начав игру в стартовом составе и отметившись жёлтой карточкой. Первый мяч забил против всё тех же «Химок» (4:0), но уже в следующем сезоне.
15 мая 2022 года дебютировал за «Локомотив-Казанку» в матче 30-го тура второй лиги против «Красавы» (0:1). Этот матч стал первым и последним за команду для защитника.
6 ноября 2022 года дебютировал за основную команду «Локомотива» в матче чемпионата России против «Урала» (2:2), выйдя в стартовом составе и отметившись жёлтой карточкой уже на взрослом уровне. При новом главном тренере «железнодорожников» Михаиле Галактионове стал игроком стартового состава. Свой первый мяч забил 5 августа 2023 года в матче 3-го тура нового сезона чемпионата России против ЦСКА (1:4), отличившись на 62-й минуте.

## Карьера в сборной
В августе 2019 года был впервые вызван Иваном Шабаровым в сборную России до 16 лет, за которую провёл три матча. В декабре 2021 года сыграл в двух матчах за сборную России до 18 лет. В марте 2023 года был впервые вызван в сборную России до 19 лет. Дебютировал за команду 28 марта 2023 года в товарищеском матче против сборной Беларуси (U-19) (1:2).
24 августа 2023 года впервые попал в расширенный список сборной России, а чуть позже и в окончательный.

## Статистика выступлений

### Клубная
| Выступление         | Выступление      | Выступление      | Лига | Лига | Кубки | Кубки | Итого | Итого |
| Клуб                | Лига             | Сезон            | Игры | Голы | Игры  | Голы  | Игры  | Голы  |
| ------------------- | ---------------- | ---------------- | ---- | ---- | ----- | ----- | ----- | ----- |
| Локомотив (Москва)  | Премьер-лига     | 2022/23          | 9    | 0    | 1     | 0     | 10    | 0     |
| Локомотив (Москва)  | Премьер-лига     | 2023/24          | 4    | 1    | 1     | 0     | 5     | 1     |
| Локомотив (Москва)  | Итого            | Итого            | 13   | 1    | 2     | 0     | 15    | 1     |
| → Локомотив-Казанка | ФНЛ-2            | 2021/22          | 1    | 0    | —     | —     | 1     | 0     |
| → Локомотив-Казанка | Итого            | Итого            | 1    | 0    | —     | —     | 1     | 0     |
| Всего за карьеру    | Всего за карьеру | Всего за карьеру | 14   | 1    | 2     | 0     | 16    | 1     |